# Два коня против пешки
Два коня против пешки — одно из сложных окончаний; в теории эндшпиля этот раздел разработан в начале XX века А. Троицким, который установил, что мат 2 конями возможен (в ряде позиций) благодаря наличию у соперника пешки; продвигаясь вперёд, она лишает его возможности добиться пата и позволяет стороне, имеющей коней, построить матовую сеть. 
В некоторых случаях число ходов, необходимых для выигрыша в этом эндшпиле, превышает 50, что в прошлом было специально оговорено правилами игры (см. Правило 50 ходов). В настоящее время «Правило 50 ходов» применяется ко всем типам позиций без исключений.
В современной шахматной практике к анализу этого эндшпиля привлекаются компьютеры. Путём ретроспективного анализа в 1980-е годы эндшпиль «Два коня против пешки» (и все другие 5-фигурные окончания) был полностью рассчитан К. Томпсоном, затем Е. Налимовым (см. Эндшпильные таблицы Налимова) и другими.

## Линия Троицкого
Троицкий выяснил, что если пешка слабейшей стороны заблокирована конём на так называемой линии Троицкого или до неё, сильнейшая сторона может вынудить мат вне зависимости от того, где находятся все остальные три фигуры. В некоторых случаях при оптимальной игре обеих сторон для выигрыша необходимо 115 ходов, то есть слабейшая сторона при современном шахматном «правиле 50 ходов» может потребовать ничью в середине процесса матования (при жизни Троицкого «правила 50 ходов» не существовало).
|   | a | b | c | d | e | f | g | h |   |
| - | --- | --- | --- | --- | --- | --- | --- | --- | - |
| 8 | b6 чёрный круг · g6 чёрный круг · c5 чёрный круг · f5 чёрный круг · a4 чёрный круг · d4 чёрный круг · e4 чёрный круг · h4 чёрный круг | b6 чёрный круг · g6 чёрный круг · c5 чёрный круг · f5 чёрный круг · a4 чёрный круг · d4 чёрный круг · e4 чёрный круг · h4 чёрный круг | b6 чёрный круг · g6 чёрный круг · c5 чёрный круг · f5 чёрный круг · a4 чёрный круг · d4 чёрный круг · e4 чёрный круг · h4 чёрный круг | b6 чёрный круг · g6 чёрный круг · c5 чёрный круг · f5 чёрный круг · a4 чёрный круг · d4 чёрный круг · e4 чёрный круг · h4 чёрный круг | b6 чёрный круг · g6 чёрный круг · c5 чёрный круг · f5 чёрный круг · a4 чёрный круг · d4 чёрный круг · e4 чёрный круг · h4 чёрный круг | b6 чёрный круг · g6 чёрный круг · c5 чёрный круг · f5 чёрный круг · a4 чёрный круг · d4 чёрный круг · e4 чёрный круг · h4 чёрный круг | b6 чёрный круг · g6 чёрный круг · c5 чёрный круг · f5 чёрный круг · a4 чёрный круг · d4 чёрный круг · e4 чёрный круг · h4 чёрный круг | b6 чёрный круг · g6 чёрный круг · c5 чёрный круг · f5 чёрный круг · a4 чёрный круг · d4 чёрный круг · e4 чёрный круг · h4 чёрный круг | 8 |
| 7 | b6 чёрный круг · g6 чёрный круг · c5 чёрный круг · f5 чёрный круг · a4 чёрный круг · d4 чёрный круг · e4 чёрный круг · h4 чёрный круг | b6 чёрный круг · g6 чёрный круг · c5 чёрный круг · f5 чёрный круг · a4 чёрный круг · d4 чёрный круг · e4 чёрный круг · h4 чёрный круг | b6 чёрный круг · g6 чёрный круг · c5 чёрный круг · f5 чёрный круг · a4 чёрный круг · d4 чёрный круг · e4 чёрный круг · h4 чёрный круг | b6 чёрный круг · g6 чёрный круг · c5 чёрный круг · f5 чёрный круг · a4 чёрный круг · d4 чёрный круг · e4 чёрный круг · h4 чёрный круг | b6 чёрный круг · g6 чёрный круг · c5 чёрный круг · f5 чёрный круг · a4 чёрный круг · d4 чёрный круг · e4 чёрный круг · h4 чёрный круг | b6 чёрный круг · g6 чёрный круг · c5 чёрный круг · f5 чёрный круг · a4 чёрный круг · d4 чёрный круг · e4 чёрный круг · h4 чёрный круг | b6 чёрный круг · g6 чёрный круг · c5 чёрный круг · f5 чёрный круг · a4 чёрный круг · d4 чёрный круг · e4 чёрный круг · h4 чёрный круг | b6 чёрный круг · g6 чёрный круг · c5 чёрный круг · f5 чёрный круг · a4 чёрный круг · d4 чёрный круг · e4 чёрный круг · h4 чёрный круг | 7 |
| 6 | b6 чёрный круг · g6 чёрный круг · c5 чёрный круг · f5 чёрный круг · a4 чёрный круг · d4 чёрный круг · e4 чёрный круг · h4 чёрный круг | b6 чёрный круг · g6 чёрный круг · c5 чёрный круг · f5 чёрный круг · a4 чёрный круг · d4 чёрный круг · e4 чёрный круг · h4 чёрный круг | b6 чёрный круг · g6 чёрный круг · c5 чёрный круг · f5 чёрный круг · a4 чёрный круг · d4 чёрный круг · e4 чёрный круг · h4 чёрный круг | b6 чёрный круг · g6 чёрный круг · c5 чёрный круг · f5 чёрный круг · a4 чёрный круг · d4 чёрный круг · e4 чёрный круг · h4 чёрный круг | b6 чёрный круг · g6 чёрный круг · c5 чёрный круг · f5 чёрный круг · a4 чёрный круг · d4 чёрный круг · e4 чёрный круг · h4 чёрный круг | b6 чёрный круг · g6 чёрный круг · c5 чёрный круг · f5 чёрный круг · a4 чёрный круг · d4 чёрный круг · e4 чёрный круг · h4 чёрный круг | b6 чёрный круг · g6 чёрный круг · c5 чёрный круг · f5 чёрный круг · a4 чёрный круг · d4 чёрный круг · e4 чёрный круг · h4 чёрный круг | b6 чёрный круг · g6 чёрный круг · c5 чёрный круг · f5 чёрный круг · a4 чёрный круг · d4 чёрный круг · e4 чёрный круг · h4 чёрный круг | 6 |
| 5 | b6 чёрный круг · g6 чёрный круг · c5 чёрный круг · f5 чёрный круг · a4 чёрный круг · d4 чёрный круг · e4 чёрный круг · h4 чёрный круг | b6 чёрный круг · g6 чёрный круг · c5 чёрный круг · f5 чёрный круг · a4 чёрный круг · d4 чёрный круг · e4 чёрный круг · h4 чёрный круг | b6 чёрный круг · g6 чёрный круг · c5 чёрный круг · f5 чёрный круг · a4 чёрный круг · d4 чёрный круг · e4 чёрный круг · h4 чёрный круг | b6 чёрный круг · g6 чёрный круг · c5 чёрный круг · f5 чёрный круг · a4 чёрный круг · d4 чёрный круг · e4 чёрный круг · h4 чёрный круг | b6 чёрный круг · g6 чёрный круг · c5 чёрный круг · f5 чёрный круг · a4 чёрный круг · d4 чёрный круг · e4 чёрный круг · h4 чёрный круг | b6 чёрный круг · g6 чёрный круг · c5 чёрный круг · f5 чёрный круг · a4 чёрный круг · d4 чёрный круг · e4 чёрный круг · h4 чёрный круг | b6 чёрный круг · g6 чёрный круг · c5 чёрный круг · f5 чёрный круг · a4 чёрный круг · d4 чёрный круг · e4 чёрный круг · h4 чёрный круг | b6 чёрный круг · g6 чёрный круг · c5 чёрный круг · f5 чёрный круг · a4 чёрный круг · d4 чёрный круг · e4 чёрный круг · h4 чёрный круг | 5 |
| 4 | b6 чёрный круг · g6 чёрный круг · c5 чёрный круг · f5 чёрный круг · a4 чёрный круг · d4 чёрный круг · e4 чёрный круг · h4 чёрный круг | b6 чёрный круг · g6 чёрный круг · c5 чёрный круг · f5 чёрный круг · a4 чёрный круг · d4 чёрный круг · e4 чёрный круг · h4 чёрный круг | b6 чёрный круг · g6 чёрный круг · c5 чёрный круг · f5 чёрный круг · a4 чёрный круг · d4 чёрный круг · e4 чёрный круг · h4 чёрный круг | b6 чёрный круг · g6 чёрный круг · c5 чёрный круг · f5 чёрный круг · a4 чёрный круг · d4 чёрный круг · e4 чёрный круг · h4 чёрный круг | b6 чёрный круг · g6 чёрный круг · c5 чёрный круг · f5 чёрный круг · a4 чёрный круг · d4 чёрный круг · e4 чёрный круг · h4 чёрный круг | b6 чёрный круг · g6 чёрный круг · c5 чёрный круг · f5 чёрный круг · a4 чёрный круг · d4 чёрный круг · e4 чёрный круг · h4 чёрный круг | b6 чёрный круг · g6 чёрный круг · c5 чёрный круг · f5 чёрный круг · a4 чёрный круг · d4 чёрный круг · e4 чёрный круг · h4 чёрный круг | b6 чёрный круг · g6 чёрный круг · c5 чёрный круг · f5 чёрный круг · a4 чёрный круг · d4 чёрный круг · e4 чёрный круг · h4 чёрный круг | 4 |
| 3 | b6 чёрный круг · g6 чёрный круг · c5 чёрный круг · f5 чёрный круг · a4 чёрный круг · d4 чёрный круг · e4 чёрный круг · h4 чёрный круг | b6 чёрный круг · g6 чёрный круг · c5 чёрный круг · f5 чёрный круг · a4 чёрный круг · d4 чёрный круг · e4 чёрный круг · h4 чёрный круг | b6 чёрный круг · g6 чёрный круг · c5 чёрный круг · f5 чёрный круг · a4 чёрный круг · d4 чёрный круг · e4 чёрный круг · h4 чёрный круг | b6 чёрный круг · g6 чёрный круг · c5 чёрный круг · f5 чёрный круг · a4 чёрный круг · d4 чёрный круг · e4 чёрный круг · h4 чёрный круг | b6 чёрный круг · g6 чёрный круг · c5 чёрный круг · f5 чёрный круг · a4 чёрный круг · d4 чёрный круг · e4 чёрный круг · h4 чёрный круг | b6 чёрный круг · g6 чёрный круг · c5 чёрный круг · f5 чёрный круг · a4 чёрный круг · d4 чёрный круг · e4 чёрный круг · h4 чёрный круг | b6 чёрный круг · g6 чёрный круг · c5 чёрный круг · f5 чёрный круг · a4 чёрный круг · d4 чёрный круг · e4 чёрный круг · h4 чёрный круг | b6 чёрный круг · g6 чёрный круг · c5 чёрный круг · f5 чёрный круг · a4 чёрный круг · d4 чёрный круг · e4 чёрный круг · h4 чёрный круг | 3 |
| 2 | b6 чёрный круг · g6 чёрный круг · c5 чёрный круг · f5 чёрный круг · a4 чёрный круг · d4 чёрный круг · e4 чёрный круг · h4 чёрный круг | b6 чёрный круг · g6 чёрный круг · c5 чёрный круг · f5 чёрный круг · a4 чёрный круг · d4 чёрный круг · e4 чёрный круг · h4 чёрный круг | b6 чёрный круг · g6 чёрный круг · c5 чёрный круг · f5 чёрный круг · a4 чёрный круг · d4 чёрный круг · e4 чёрный круг · h4 чёрный круг | b6 чёрный круг · g6 чёрный круг · c5 чёрный круг · f5 чёрный круг · a4 чёрный круг · d4 чёрный круг · e4 чёрный круг · h4 чёрный круг | b6 чёрный круг · g6 чёрный круг · c5 чёрный круг · f5 чёрный круг · a4 чёрный круг · d4 чёрный круг · e4 чёрный круг · h4 чёрный круг | b6 чёрный круг · g6 чёрный круг · c5 чёрный круг · f5 чёрный круг · a4 чёрный круг · d4 чёрный круг · e4 чёрный круг · h4 чёрный круг | b6 чёрный круг · g6 чёрный круг · c5 чёрный круг · f5 чёрный круг · a4 чёрный круг · d4 чёрный круг · e4 чёрный круг · h4 чёрный круг | b6 чёрный круг · g6 чёрный круг · c5 чёрный круг · f5 чёрный круг · a4 чёрный круг · d4 чёрный круг · e4 чёрный круг · h4 чёрный круг | 2 |
| 1 | b6 чёрный круг · g6 чёрный круг · c5 чёрный круг · f5 чёрный круг · a4 чёрный круг · d4 чёрный круг · e4 чёрный круг · h4 чёрный круг | b6 чёрный круг · g6 чёрный круг · c5 чёрный круг · f5 чёрный круг · a4 чёрный круг · d4 чёрный круг · e4 чёрный круг · h4 чёрный круг | b6 чёрный круг · g6 чёрный круг · c5 чёрный круг · f5 чёрный круг · a4 чёрный круг · d4 чёрный круг · e4 чёрный круг · h4 чёрный круг | b6 чёрный круг · g6 чёрный круг · c5 чёрный круг · f5 чёрный круг · a4 чёрный круг · d4 чёрный круг · e4 чёрный круг · h4 чёрный круг | b6 чёрный круг · g6 чёрный круг · c5 чёрный круг · f5 чёрный круг · a4 чёрный круг · d4 чёрный круг · e4 чёрный круг · h4 чёрный круг | b6 чёрный круг · g6 чёрный круг · c5 чёрный круг · f5 чёрный круг · a4 чёрный круг · d4 чёрный круг · e4 чёрный круг · h4 чёрный круг | b6 чёрный круг · g6 чёрный круг · c5 чёрный круг · f5 чёрный круг · a4 чёрный круг · d4 чёрный круг · e4 чёрный круг · h4 чёрный круг | b6 чёрный круг · g6 чёрный круг · c5 чёрный круг · f5 чёрный круг · a4 чёрный круг · d4 чёрный круг · e4 чёрный круг · h4 чёрный круг | 1 |
|   | a | b | c | d | e | f | g | h |   |

План игры следующий: один из белых коней блокирует чёрную пешку (на или до линии Троицкого), вставая перед ней, после чего белый король и свободный конь теснят чёрного короля в угол; затем второй конь бросает пешку и подключается к матованию, в результате которого возникает патовая позиция, но пата не происходит, так как чёрная пешка делает вынужденный ход; следующим ходом объявляется мат.
Если чёрная пешка вырвалась за линию Троицкого, существуют некоторые особые позиции чёрного короля, когда мат всё ещё возможен, но представляет трудность даже для гроссмейстеров.

## Вторая линия Троицкого
Поскольку в современных шахматах существует правило 50 ходов, современный немецкий гроссмейстер и математик Карстен Мюллер рассчитал положение Второй линии Троицкого, крайней черты, при нахождении на которой чёрной пешки белые вынуждают мат в 50 ходов, либо быстрее:
|   | a | b | c | d | e | f | g | h |   |
| - | --- | --- | --- | --- | --- | --- | --- | --- | - |
| 8 | b6 чёрный крест · g6 чёрный крест · a5 чёрный круг · c5 чёрный круг · d5 чёрный круг · e5 чёрный круг · f5 чёрный круг · h5 чёрный круг | b6 чёрный крест · g6 чёрный крест · a5 чёрный круг · c5 чёрный круг · d5 чёрный круг · e5 чёрный круг · f5 чёрный круг · h5 чёрный круг | b6 чёрный крест · g6 чёрный крест · a5 чёрный круг · c5 чёрный круг · d5 чёрный круг · e5 чёрный круг · f5 чёрный круг · h5 чёрный круг | b6 чёрный крест · g6 чёрный крест · a5 чёрный круг · c5 чёрный круг · d5 чёрный круг · e5 чёрный круг · f5 чёрный круг · h5 чёрный круг | b6 чёрный крест · g6 чёрный крест · a5 чёрный круг · c5 чёрный круг · d5 чёрный круг · e5 чёрный круг · f5 чёрный круг · h5 чёрный круг | b6 чёрный крест · g6 чёрный крест · a5 чёрный круг · c5 чёрный круг · d5 чёрный круг · e5 чёрный круг · f5 чёрный круг · h5 чёрный круг | b6 чёрный крест · g6 чёрный крест · a5 чёрный круг · c5 чёрный круг · d5 чёрный круг · e5 чёрный круг · f5 чёрный круг · h5 чёрный круг | b6 чёрный крест · g6 чёрный крест · a5 чёрный круг · c5 чёрный круг · d5 чёрный круг · e5 чёрный круг · f5 чёрный круг · h5 чёрный круг | 8 |
| 7 | b6 чёрный крест · g6 чёрный крест · a5 чёрный круг · c5 чёрный круг · d5 чёрный круг · e5 чёрный круг · f5 чёрный круг · h5 чёрный круг | b6 чёрный крест · g6 чёрный крест · a5 чёрный круг · c5 чёрный круг · d5 чёрный круг · e5 чёрный круг · f5 чёрный круг · h5 чёрный круг | b6 чёрный крест · g6 чёрный крест · a5 чёрный круг · c5 чёрный круг · d5 чёрный круг · e5 чёрный круг · f5 чёрный круг · h5 чёрный круг | b6 чёрный крест · g6 чёрный крест · a5 чёрный круг · c5 чёрный круг · d5 чёрный круг · e5 чёрный круг · f5 чёрный круг · h5 чёрный круг | b6 чёрный крест · g6 чёрный крест · a5 чёрный круг · c5 чёрный круг · d5 чёрный круг · e5 чёрный круг · f5 чёрный круг · h5 чёрный круг | b6 чёрный крест · g6 чёрный крест · a5 чёрный круг · c5 чёрный круг · d5 чёрный круг · e5 чёрный круг · f5 чёрный круг · h5 чёрный круг | b6 чёрный крест · g6 чёрный крест · a5 чёрный круг · c5 чёрный круг · d5 чёрный круг · e5 чёрный круг · f5 чёрный круг · h5 чёрный круг | b6 чёрный крест · g6 чёрный крест · a5 чёрный круг · c5 чёрный круг · d5 чёрный круг · e5 чёрный круг · f5 чёрный круг · h5 чёрный круг | 7 |
| 6 | b6 чёрный крест · g6 чёрный крест · a5 чёрный круг · c5 чёрный круг · d5 чёрный круг · e5 чёрный круг · f5 чёрный круг · h5 чёрный круг | b6 чёрный крест · g6 чёрный крест · a5 чёрный круг · c5 чёрный круг · d5 чёрный круг · e5 чёрный круг · f5 чёрный круг · h5 чёрный круг | b6 чёрный крест · g6 чёрный крест · a5 чёрный круг · c5 чёрный круг · d5 чёрный круг · e5 чёрный круг · f5 чёрный круг · h5 чёрный круг | b6 чёрный крест · g6 чёрный крест · a5 чёрный круг · c5 чёрный круг · d5 чёрный круг · e5 чёрный круг · f5 чёрный круг · h5 чёрный круг | b6 чёрный крест · g6 чёрный крест · a5 чёрный круг · c5 чёрный круг · d5 чёрный круг · e5 чёрный круг · f5 чёрный круг · h5 чёрный круг | b6 чёрный крест · g6 чёрный крест · a5 чёрный круг · c5 чёрный круг · d5 чёрный круг · e5 чёрный круг · f5 чёрный круг · h5 чёрный круг | b6 чёрный крест · g6 чёрный крест · a5 чёрный круг · c5 чёрный круг · d5 чёрный круг · e5 чёрный круг · f5 чёрный круг · h5 чёрный круг | b6 чёрный крест · g6 чёрный крест · a5 чёрный круг · c5 чёрный круг · d5 чёрный круг · e5 чёрный круг · f5 чёрный круг · h5 чёрный круг | 6 |
| 5 | b6 чёрный крест · g6 чёрный крест · a5 чёрный круг · c5 чёрный круг · d5 чёрный круг · e5 чёрный круг · f5 чёрный круг · h5 чёрный круг | b6 чёрный крест · g6 чёрный крест · a5 чёрный круг · c5 чёрный круг · d5 чёрный круг · e5 чёрный круг · f5 чёрный круг · h5 чёрный круг | b6 чёрный крест · g6 чёрный крест · a5 чёрный круг · c5 чёрный круг · d5 чёрный круг · e5 чёрный круг · f5 чёрный круг · h5 чёрный круг | b6 чёрный крест · g6 чёрный крест · a5 чёрный круг · c5 чёрный круг · d5 чёрный круг · e5 чёрный круг · f5 чёрный круг · h5 чёрный круг | b6 чёрный крест · g6 чёрный крест · a5 чёрный круг · c5 чёрный круг · d5 чёрный круг · e5 чёрный круг · f5 чёрный круг · h5 чёрный круг | b6 чёрный крест · g6 чёрный крест · a5 чёрный круг · c5 чёрный круг · d5 чёрный круг · e5 чёрный круг · f5 чёрный круг · h5 чёрный круг | b6 чёрный крест · g6 чёрный крест · a5 чёрный круг · c5 чёрный круг · d5 чёрный круг · e5 чёрный круг · f5 чёрный круг · h5 чёрный круг | b6 чёрный крест · g6 чёрный крест · a5 чёрный круг · c5 чёрный круг · d5 чёрный круг · e5 чёрный круг · f5 чёрный круг · h5 чёрный круг | 5 |
| 4 | b6 чёрный крест · g6 чёрный крест · a5 чёрный круг · c5 чёрный круг · d5 чёрный круг · e5 чёрный круг · f5 чёрный круг · h5 чёрный круг | b6 чёрный крест · g6 чёрный крест · a5 чёрный круг · c5 чёрный круг · d5 чёрный круг · e5 чёрный круг · f5 чёрный круг · h5 чёрный круг | b6 чёрный крест · g6 чёрный крест · a5 чёрный круг · c5 чёрный круг · d5 чёрный круг · e5 чёрный круг · f5 чёрный круг · h5 чёрный круг | b6 чёрный крест · g6 чёрный крест · a5 чёрный круг · c5 чёрный круг · d5 чёрный круг · e5 чёрный круг · f5 чёрный круг · h5 чёрный круг | b6 чёрный крест · g6 чёрный крест · a5 чёрный круг · c5 чёрный круг · d5 чёрный круг · e5 чёрный круг · f5 чёрный круг · h5 чёрный круг | b6 чёрный крест · g6 чёрный крест · a5 чёрный круг · c5 чёрный круг · d5 чёрный круг · e5 чёрный круг · f5 чёрный круг · h5 чёрный круг | b6 чёрный крест · g6 чёрный крест · a5 чёрный круг · c5 чёрный круг · d5 чёрный круг · e5 чёрный круг · f5 чёрный круг · h5 чёрный круг | b6 чёрный крест · g6 чёрный крест · a5 чёрный круг · c5 чёрный круг · d5 чёрный круг · e5 чёрный круг · f5 чёрный круг · h5 чёрный круг | 4 |
| 3 | b6 чёрный крест · g6 чёрный крест · a5 чёрный круг · c5 чёрный круг · d5 чёрный круг · e5 чёрный круг · f5 чёрный круг · h5 чёрный круг | b6 чёрный крест · g6 чёрный крест · a5 чёрный круг · c5 чёрный круг · d5 чёрный круг · e5 чёрный круг · f5 чёрный круг · h5 чёрный круг | b6 чёрный крест · g6 чёрный крест · a5 чёрный круг · c5 чёрный круг · d5 чёрный круг · e5 чёрный круг · f5 чёрный круг · h5 чёрный круг | b6 чёрный крест · g6 чёрный крест · a5 чёрный круг · c5 чёрный круг · d5 чёрный круг · e5 чёрный круг · f5 чёрный круг · h5 чёрный круг | b6 чёрный крест · g6 чёрный крест · a5 чёрный круг · c5 чёрный круг · d5 чёрный круг · e5 чёрный круг · f5 чёрный круг · h5 чёрный круг | b6 чёрный крест · g6 чёрный крест · a5 чёрный круг · c5 чёрный круг · d5 чёрный круг · e5 чёрный круг · f5 чёрный круг · h5 чёрный круг | b6 чёрный крест · g6 чёрный крест · a5 чёрный круг · c5 чёрный круг · d5 чёрный круг · e5 чёрный круг · f5 чёрный круг · h5 чёрный круг | b6 чёрный крест · g6 чёрный крест · a5 чёрный круг · c5 чёрный круг · d5 чёрный круг · e5 чёрный круг · f5 чёрный круг · h5 чёрный круг | 3 |
| 2 | b6 чёрный крест · g6 чёрный крест · a5 чёрный круг · c5 чёрный круг · d5 чёрный круг · e5 чёрный круг · f5 чёрный круг · h5 чёрный круг | b6 чёрный крест · g6 чёрный крест · a5 чёрный круг · c5 чёрный круг · d5 чёрный круг · e5 чёрный круг · f5 чёрный круг · h5 чёрный круг | b6 чёрный крест · g6 чёрный крест · a5 чёрный круг · c5 чёрный круг · d5 чёрный круг · e5 чёрный круг · f5 чёрный круг · h5 чёрный круг | b6 чёрный крест · g6 чёрный крест · a5 чёрный круг · c5 чёрный круг · d5 чёрный круг · e5 чёрный круг · f5 чёрный круг · h5 чёрный круг | b6 чёрный крест · g6 чёрный крест · a5 чёрный круг · c5 чёрный круг · d5 чёрный круг · e5 чёрный круг · f5 чёрный круг · h5 чёрный круг | b6 чёрный крест · g6 чёрный крест · a5 чёрный круг · c5 чёрный круг · d5 чёрный круг · e5 чёрный круг · f5 чёрный круг · h5 чёрный круг | b6 чёрный крест · g6 чёрный крест · a5 чёрный круг · c5 чёрный круг · d5 чёрный круг · e5 чёрный круг · f5 чёрный круг · h5 чёрный круг | b6 чёрный крест · g6 чёрный крест · a5 чёрный круг · c5 чёрный круг · d5 чёрный круг · e5 чёрный круг · f5 чёрный круг · h5 чёрный круг | 2 |
| 1 | b6 чёрный крест · g6 чёрный крест · a5 чёрный круг · c5 чёрный круг · d5 чёрный круг · e5 чёрный круг · f5 чёрный круг · h5 чёрный круг | b6 чёрный крест · g6 чёрный крест · a5 чёрный круг · c5 чёрный круг · d5 чёрный круг · e5 чёрный круг · f5 чёрный круг · h5 чёрный круг | b6 чёрный крест · g6 чёрный крест · a5 чёрный круг · c5 чёрный круг · d5 чёрный круг · e5 чёрный круг · f5 чёрный круг · h5 чёрный круг | b6 чёрный крест · g6 чёрный крест · a5 чёрный круг · c5 чёрный круг · d5 чёрный круг · e5 чёрный круг · f5 чёрный круг · h5 чёрный круг | b6 чёрный крест · g6 чёрный крест · a5 чёрный круг · c5 чёрный круг · d5 чёрный круг · e5 чёрный круг · f5 чёрный круг · h5 чёрный круг | b6 чёрный крест · g6 чёрный крест · a5 чёрный круг · c5 чёрный круг · d5 чёрный круг · e5 чёрный круг · f5 чёрный круг · h5 чёрный круг | b6 чёрный крест · g6 чёрный крест · a5 чёрный круг · c5 чёрный круг · d5 чёрный круг · e5 чёрный круг · f5 чёрный круг · h5 чёрный круг | b6 чёрный крест · g6 чёрный крест · a5 чёрный круг · c5 чёрный круг · d5 чёрный круг · e5 чёрный круг · f5 чёрный круг · h5 чёрный круг | 1 |
|   | a | b | c | d | e | f | g | h |   |

При этом мат быстрее 50 ходов гарантирован при сильнейшей игре обеих сторон при блокировании чёрной пешки на полях, отмеченных чёрным кружком, или ранее. При блокировании же на или до полей, отмеченных крестиком, мат при сильнейшей игре обеих сторон гарантируется лишь на 99 %.

## Примеры
|   | a                                                                                    | b                                                                                    | c                                                                                    | d                                                                                    | e                                                                                    | f                                                                                    | g                                                                                    | h                                                                                    |   |
| - | ------------------------------------------------------------------------------------ | ------------------------------------------------------------------------------------ | ------------------------------------------------------------------------------------ | ------------------------------------------------------------------------------------ | ------------------------------------------------------------------------------------ | ------------------------------------------------------------------------------------ | ------------------------------------------------------------------------------------ | ------------------------------------------------------------------------------------ | - |
| 8 | b7 чёрный король · d7 белый король · b4 чёрная пешка · c4 белый конь · b3 белый конь | b7 чёрный король · d7 белый король · b4 чёрная пешка · c4 белый конь · b3 белый конь | b7 чёрный король · d7 белый король · b4 чёрная пешка · c4 белый конь · b3 белый конь | b7 чёрный король · d7 белый король · b4 чёрная пешка · c4 белый конь · b3 белый конь | b7 чёрный король · d7 белый король · b4 чёрная пешка · c4 белый конь · b3 белый конь | b7 чёрный король · d7 белый король · b4 чёрная пешка · c4 белый конь · b3 белый конь | b7 чёрный король · d7 белый король · b4 чёрная пешка · c4 белый конь · b3 белый конь | b7 чёрный король · d7 белый король · b4 чёрная пешка · c4 белый конь · b3 белый конь | 8 |
| 7 | b7 чёрный король · d7 белый король · b4 чёрная пешка · c4 белый конь · b3 белый конь | b7 чёрный король · d7 белый король · b4 чёрная пешка · c4 белый конь · b3 белый конь | b7 чёрный король · d7 белый король · b4 чёрная пешка · c4 белый конь · b3 белый конь | b7 чёрный король · d7 белый король · b4 чёрная пешка · c4 белый конь · b3 белый конь | b7 чёрный король · d7 белый король · b4 чёрная пешка · c4 белый конь · b3 белый конь | b7 чёрный король · d7 белый король · b4 чёрная пешка · c4 белый конь · b3 белый конь | b7 чёрный король · d7 белый король · b4 чёрная пешка · c4 белый конь · b3 белый конь | b7 чёрный король · d7 белый король · b4 чёрная пешка · c4 белый конь · b3 белый конь | 7 |
| 6 | b7 чёрный король · d7 белый король · b4 чёрная пешка · c4 белый конь · b3 белый конь | b7 чёрный король · d7 белый король · b4 чёрная пешка · c4 белый конь · b3 белый конь | b7 чёрный король · d7 белый король · b4 чёрная пешка · c4 белый конь · b3 белый конь | b7 чёрный король · d7 белый король · b4 чёрная пешка · c4 белый конь · b3 белый конь | b7 чёрный король · d7 белый король · b4 чёрная пешка · c4 белый конь · b3 белый конь | b7 чёрный король · d7 белый король · b4 чёрная пешка · c4 белый конь · b3 белый конь | b7 чёрный король · d7 белый король · b4 чёрная пешка · c4 белый конь · b3 белый конь | b7 чёрный король · d7 белый король · b4 чёрная пешка · c4 белый конь · b3 белый конь | 6 |
| 5 | b7 чёрный король · d7 белый король · b4 чёрная пешка · c4 белый конь · b3 белый конь | b7 чёрный король · d7 белый король · b4 чёрная пешка · c4 белый конь · b3 белый конь | b7 чёрный король · d7 белый король · b4 чёрная пешка · c4 белый конь · b3 белый конь | b7 чёрный король · d7 белый король · b4 чёрная пешка · c4 белый конь · b3 белый конь | b7 чёрный король · d7 белый король · b4 чёрная пешка · c4 белый конь · b3 белый конь | b7 чёрный король · d7 белый король · b4 чёрная пешка · c4 белый конь · b3 белый конь | b7 чёрный король · d7 белый король · b4 чёрная пешка · c4 белый конь · b3 белый конь | b7 чёрный король · d7 белый король · b4 чёрная пешка · c4 белый конь · b3 белый конь | 5 |
| 4 | b7 чёрный король · d7 белый король · b4 чёрная пешка · c4 белый конь · b3 белый конь | b7 чёрный король · d7 белый король · b4 чёрная пешка · c4 белый конь · b3 белый конь | b7 чёрный король · d7 белый король · b4 чёрная пешка · c4 белый конь · b3 белый конь | b7 чёрный король · d7 белый король · b4 чёрная пешка · c4 белый конь · b3 белый конь | b7 чёрный король · d7 белый король · b4 чёрная пешка · c4 белый конь · b3 белый конь | b7 чёрный король · d7 белый король · b4 чёрная пешка · c4 белый конь · b3 белый конь | b7 чёрный король · d7 белый король · b4 чёрная пешка · c4 белый конь · b3 белый конь | b7 чёрный король · d7 белый король · b4 чёрная пешка · c4 белый конь · b3 белый конь | 4 |
| 3 | b7 чёрный король · d7 белый король · b4 чёрная пешка · c4 белый конь · b3 белый конь | b7 чёрный король · d7 белый король · b4 чёрная пешка · c4 белый конь · b3 белый конь | b7 чёрный король · d7 белый король · b4 чёрная пешка · c4 белый конь · b3 белый конь | b7 чёрный король · d7 белый король · b4 чёрная пешка · c4 белый конь · b3 белый конь | b7 чёрный король · d7 белый король · b4 чёрная пешка · c4 белый конь · b3 белый конь | b7 чёрный король · d7 белый король · b4 чёрная пешка · c4 белый конь · b3 белый конь | b7 чёрный король · d7 белый король · b4 чёрная пешка · c4 белый конь · b3 белый конь | b7 чёрный король · d7 белый король · b4 чёрная пешка · c4 белый конь · b3 белый конь | 3 |
| 2 | b7 чёрный король · d7 белый король · b4 чёрная пешка · c4 белый конь · b3 белый конь | b7 чёрный король · d7 белый король · b4 чёрная пешка · c4 белый конь · b3 белый конь | b7 чёрный король · d7 белый король · b4 чёрная пешка · c4 белый конь · b3 белый конь | b7 чёрный король · d7 белый король · b4 чёрная пешка · c4 белый конь · b3 белый конь | b7 чёрный король · d7 белый король · b4 чёрная пешка · c4 белый конь · b3 белый конь | b7 чёрный король · d7 белый король · b4 чёрная пешка · c4 белый конь · b3 белый конь | b7 чёрный король · d7 белый король · b4 чёрная пешка · c4 белый конь · b3 белый конь | b7 чёрный король · d7 белый король · b4 чёрная пешка · c4 белый конь · b3 белый конь | 2 |
| 1 | b7 чёрный король · d7 белый король · b4 чёрная пешка · c4 белый конь · b3 белый конь | b7 чёрный король · d7 белый король · b4 чёрная пешка · c4 белый конь · b3 белый конь | b7 чёрный король · d7 белый король · b4 чёрная пешка · c4 белый конь · b3 белый конь | b7 чёрный король · d7 белый король · b4 чёрная пешка · c4 белый конь · b3 белый конь | b7 чёрный король · d7 белый король · b4 чёрная пешка · c4 белый конь · b3 белый конь | b7 чёрный король · d7 белый король · b4 чёрная пешка · c4 белый конь · b3 белый конь | b7 чёрный король · d7 белый король · b4 чёрная пешка · c4 белый конь · b3 белый конь | b7 чёрный король · d7 белый король · b4 чёрная пешка · c4 белый конь · b3 белый конь | 1 |
|   | a                                                                                    | b                                                                                    | c                                                                                    | d                                                                                    | e                                                                                    | f                                                                                    | g                                                                                    | h                                                                                    |   |

1. Кс5+ Кра7 2. Крс7 b3 3. Ка3 (d6) b2 

4. Кb5+ Кра8 5. Kd7 (a4) b1Ф 6. Кb6#; 
|   | a                                                                                    | b                                                                                    | c                                                                                    | d                                                                                    | e                                                                                    | f                                                                                    | g                                                                                    | h                                                                                    |   |
| - | ------------------------------------------------------------------------------------ | ------------------------------------------------------------------------------------ | ------------------------------------------------------------------------------------ | ------------------------------------------------------------------------------------ | ------------------------------------------------------------------------------------ | ------------------------------------------------------------------------------------ | ------------------------------------------------------------------------------------ | ------------------------------------------------------------------------------------ | - |
| 8 | f8 белый король · h8 чёрный король · f6 белый конь · f5 белый конь · g3 чёрная пешка | f8 белый король · h8 чёрный король · f6 белый конь · f5 белый конь · g3 чёрная пешка | f8 белый король · h8 чёрный король · f6 белый конь · f5 белый конь · g3 чёрная пешка | f8 белый король · h8 чёрный король · f6 белый конь · f5 белый конь · g3 чёрная пешка | f8 белый король · h8 чёрный король · f6 белый конь · f5 белый конь · g3 чёрная пешка | f8 белый король · h8 чёрный король · f6 белый конь · f5 белый конь · g3 чёрная пешка | f8 белый король · h8 чёрный король · f6 белый конь · f5 белый конь · g3 чёрная пешка | f8 белый король · h8 чёрный король · f6 белый конь · f5 белый конь · g3 чёрная пешка | 8 |
| 7 | f8 белый король · h8 чёрный король · f6 белый конь · f5 белый конь · g3 чёрная пешка | f8 белый король · h8 чёрный король · f6 белый конь · f5 белый конь · g3 чёрная пешка | f8 белый король · h8 чёрный король · f6 белый конь · f5 белый конь · g3 чёрная пешка | f8 белый король · h8 чёрный король · f6 белый конь · f5 белый конь · g3 чёрная пешка | f8 белый король · h8 чёрный король · f6 белый конь · f5 белый конь · g3 чёрная пешка | f8 белый король · h8 чёрный король · f6 белый конь · f5 белый конь · g3 чёрная пешка | f8 белый король · h8 чёрный король · f6 белый конь · f5 белый конь · g3 чёрная пешка | f8 белый король · h8 чёрный король · f6 белый конь · f5 белый конь · g3 чёрная пешка | 7 |
| 6 | f8 белый король · h8 чёрный король · f6 белый конь · f5 белый конь · g3 чёрная пешка | f8 белый король · h8 чёрный король · f6 белый конь · f5 белый конь · g3 чёрная пешка | f8 белый король · h8 чёрный король · f6 белый конь · f5 белый конь · g3 чёрная пешка | f8 белый король · h8 чёрный король · f6 белый конь · f5 белый конь · g3 чёрная пешка | f8 белый король · h8 чёрный король · f6 белый конь · f5 белый конь · g3 чёрная пешка | f8 белый король · h8 чёрный король · f6 белый конь · f5 белый конь · g3 чёрная пешка | f8 белый король · h8 чёрный король · f6 белый конь · f5 белый конь · g3 чёрная пешка | f8 белый король · h8 чёрный король · f6 белый конь · f5 белый конь · g3 чёрная пешка | 6 |
| 5 | f8 белый король · h8 чёрный король · f6 белый конь · f5 белый конь · g3 чёрная пешка | f8 белый король · h8 чёрный король · f6 белый конь · f5 белый конь · g3 чёрная пешка | f8 белый король · h8 чёрный король · f6 белый конь · f5 белый конь · g3 чёрная пешка | f8 белый король · h8 чёрный король · f6 белый конь · f5 белый конь · g3 чёрная пешка | f8 белый король · h8 чёрный король · f6 белый конь · f5 белый конь · g3 чёрная пешка | f8 белый король · h8 чёрный король · f6 белый конь · f5 белый конь · g3 чёрная пешка | f8 белый король · h8 чёрный король · f6 белый конь · f5 белый конь · g3 чёрная пешка | f8 белый король · h8 чёрный король · f6 белый конь · f5 белый конь · g3 чёрная пешка | 5 |
| 4 | f8 белый король · h8 чёрный король · f6 белый конь · f5 белый конь · g3 чёрная пешка | f8 белый король · h8 чёрный король · f6 белый конь · f5 белый конь · g3 чёрная пешка | f8 белый король · h8 чёрный король · f6 белый конь · f5 белый конь · g3 чёрная пешка | f8 белый король · h8 чёрный король · f6 белый конь · f5 белый конь · g3 чёрная пешка | f8 белый король · h8 чёрный король · f6 белый конь · f5 белый конь · g3 чёрная пешка | f8 белый король · h8 чёрный король · f6 белый конь · f5 белый конь · g3 чёрная пешка | f8 белый король · h8 чёрный король · f6 белый конь · f5 белый конь · g3 чёрная пешка | f8 белый король · h8 чёрный король · f6 белый конь · f5 белый конь · g3 чёрная пешка | 4 |
| 3 | f8 белый король · h8 чёрный король · f6 белый конь · f5 белый конь · g3 чёрная пешка | f8 белый король · h8 чёрный король · f6 белый конь · f5 белый конь · g3 чёрная пешка | f8 белый король · h8 чёрный король · f6 белый конь · f5 белый конь · g3 чёрная пешка | f8 белый король · h8 чёрный король · f6 белый конь · f5 белый конь · g3 чёрная пешка | f8 белый король · h8 чёрный король · f6 белый конь · f5 белый конь · g3 чёрная пешка | f8 белый король · h8 чёрный король · f6 белый конь · f5 белый конь · g3 чёрная пешка | f8 белый король · h8 чёрный король · f6 белый конь · f5 белый конь · g3 чёрная пешка | f8 белый король · h8 чёрный король · f6 белый конь · f5 белый конь · g3 чёрная пешка | 3 |
| 2 | f8 белый король · h8 чёрный король · f6 белый конь · f5 белый конь · g3 чёрная пешка | f8 белый король · h8 чёрный король · f6 белый конь · f5 белый конь · g3 чёрная пешка | f8 белый король · h8 чёрный король · f6 белый конь · f5 белый конь · g3 чёрная пешка | f8 белый король · h8 чёрный король · f6 белый конь · f5 белый конь · g3 чёрная пешка | f8 белый король · h8 чёрный король · f6 белый конь · f5 белый конь · g3 чёрная пешка | f8 белый король · h8 чёрный король · f6 белый конь · f5 белый конь · g3 чёрная пешка | f8 белый король · h8 чёрный король · f6 белый конь · f5 белый конь · g3 чёрная пешка | f8 белый король · h8 чёрный король · f6 белый конь · f5 белый конь · g3 чёрная пешка | 2 |
| 1 | f8 белый король · h8 чёрный король · f6 белый конь · f5 белый конь · g3 чёрная пешка | f8 белый король · h8 чёрный король · f6 белый конь · f5 белый конь · g3 чёрная пешка | f8 белый король · h8 чёрный король · f6 белый конь · f5 белый конь · g3 чёрная пешка | f8 белый король · h8 чёрный король · f6 белый конь · f5 белый конь · g3 чёрная пешка | f8 белый король · h8 чёрный король · f6 белый конь · f5 белый конь · g3 чёрная пешка | f8 белый король · h8 чёрный король · f6 белый конь · f5 белый конь · g3 чёрная пешка | f8 белый король · h8 чёрный король · f6 белый конь · f5 белый конь · g3 чёрная пешка | f8 белый король · h8 чёрный король · f6 белый конь · f5 белый конь · g3 чёрная пешка | 1 |
|   | a                                                                                    | b                                                                                    | c                                                                                    | d                                                                                    | e                                                                                    | f                                                                                    | g                                                                                    | h                                                                                    |   |

Белые не берут черную пешку, а блокируют её одним конём перед ней. С другим конём и королём они пытаются удержать чёрного короля и загнать его в углы возле пешки, чтобы второй конь мог быстро присоединиться к матовой атаке. Чтобы избежать мата, чёрный король должен целиться в самый дальний угол пешки. Однако после 77 ... Kpc7 Севиан ошибается - вместо a8 направляется на h8 и после 92. Kpf8 в позиции диаграммы сдаётся. Следует мат в 2 хода: 92 ... g2 93. Kd6 (Kh6) g1Ф 94. Kf7#. 